# Herb gminy Kościelec
Herb gminy Kościelec – jeden z symboli gminy Kościelec, autorstwa Piotra Gołdyna, ustanowiony 30 czerwca 2004.

## Wygląd i symbolika
Herb przedstawia na tarczy koloru zielonego srebrną mitrę ze złotym obramowaniem, po jej obu stronach dwa złote kłosy zboża, a pod nią srebrną otwartą księgę.